# Franz-Gerd Kraemer
Franz-Gerd Kraemer (* 30. April 1943 in Koblenz) ist ein deutscher Politiker, Unternehmer und ehemaliger Manager.

## Leben
Kraemer legte 1960 die Mittlere Reife und 1963 das Abitur ab. Danach studierte er Betriebswirtschaft an der Universität Köln, wo er 1968 den Abschluss als Diplom-Kaufmann ablegte. Er war Geschäftsführender Gesellschafter der Kraemer Verwaltungs- und Beteiligungs-GmbH, Bendorf, Geschäftsführer der Paul Kretzer KG, Keramik-Naturstein, Brühl / Köln, Geschäftsführer der MSK-GmbH Bendorf und Geschäftsführer der Stein-Marmor Hornberg GmbH & Co. KG Koblenz.

## Politik
1970 wurde er Mitglied der SPD und war stellvertretender Vorsitzender des SPD-Unterbezirks Mayen-Koblenz. Er gehörte dem Stadtrat Bendorf und dem Kreistag Mayen-Koblenz an.
1991 wurde er in den zwölften Landtag Rheinland-Pfalz gewählt, dem er bis zum Ende der Wahlperiode 1996 angehörte. Im Landtag war er Mitglied im Ausschuss für Europafragen, Ausschuss für Wirtschaft und Verkehr, Haushalts- und Finanzausschuss und der Rechnungsprüfungskommission.